# 晏若川
晏若川（15世紀—16世紀），字東之，號石橋，江西臨江府新喻縣人，明朝政治人物。

## 生平
晏若川天資聰穎，未成年參加科考，遇上朝廷剛平定寧王朱宸濠叛亂，臨江知府戴德孺以賀表出題，他的賀表中有「玉輦遙臨五守，獻長驅之策，金戈遂返一人，收不殺之功。」的句子，對方驚嘆讓他考取第一，補為貢生，每次考選均名列前茅，嘉靖七年（1528年）戊子科江西鄉試舉人，授廬州通判，為政清廉，十年後陞廉州同知，廉州盛產珍珠，有人讓他拿出珍珠換取陞任顯要，他怒而斥退對方，不久他亦因父母離世回鄉，服闋後不再出仕，寫下著有《佚老亭詩話》、《歷代編年便覽》、《見聞錄》、《續見聞錄》、《石橋詩文稿》藏在家。

## 引用
1. 1 2  同治《新喻縣志·卷九·人物一》：晏若川，字東之，號石橋，資穎敏，未弱冠郡試，時方平宸濠，太守戴公德孺試以賀，表中有曰「玉輦遙臨五守，獻長驅之策，金戈遂返一人，收不殺之功。」太守奇之遂冠軍，補博士弟子員，試輒高等，嘉靖戊子舉鄉試，官江南廬州府通判，耿介不阿，閱十年乃遷廣東廉州府同知，廉產美珠，時有欲得珠一斗而餌以顯擢者，嚴叱却之，以親老乞養歸，終喪不復起，棲遲北山之麓，蒔花品石，陶然自適以老，著有《佚老亭詩話》、《厯代編年便覽》、《見聞錄》、《續見聞錄》、《石橋詩文稿》藏於家。